# Troisième ligne aile (rugby à XV)
Pour les articles homonymes, voir Flanker.
Troisième ligne aile est un poste de rugby à XV détenu par deux joueurs qui portent en début de match les numéros 6 et 7. Les troisièmes lignes aile font partie des avants, c'est-à-dire des huit joueurs qui disputent la mêlée. Avec le numéro 8 (le troisième ligne centre), ils forment la troisième ligne, les joueurs qui se détachent le plus rapidement de la mêlée pour participer à la phase de jeu suivante. Joueur polyvalent, le troisième ligne aile doit combiner vitesse de course et puissance physique. En attaque, il doit être capable d'accélérer le rythme lorsqu'il porte le ballon et en défense, il doit avoir une bonne capacité à plaquer tout type d'adversaire. Les troisièmes lignes aile sont parfois appelés flankers, l'appellation anglo-saxonne du poste, par rapport à leur position sur les côtés de la mêlée.

## Description du poste

### Qualités du joueur
Les principales qualités attendues d'un troisième ligne aile sont la capacité à plaquer souvent et efficacement, une bonne capacité à manier le ballon et une bonne mobilité, donc une bonne vitesse leur permettant d'intervenir rapidement partout sur le terrain. La taille, l'endurance et une constitution athlétique sont d'autres qualités primordiales pour eux,.

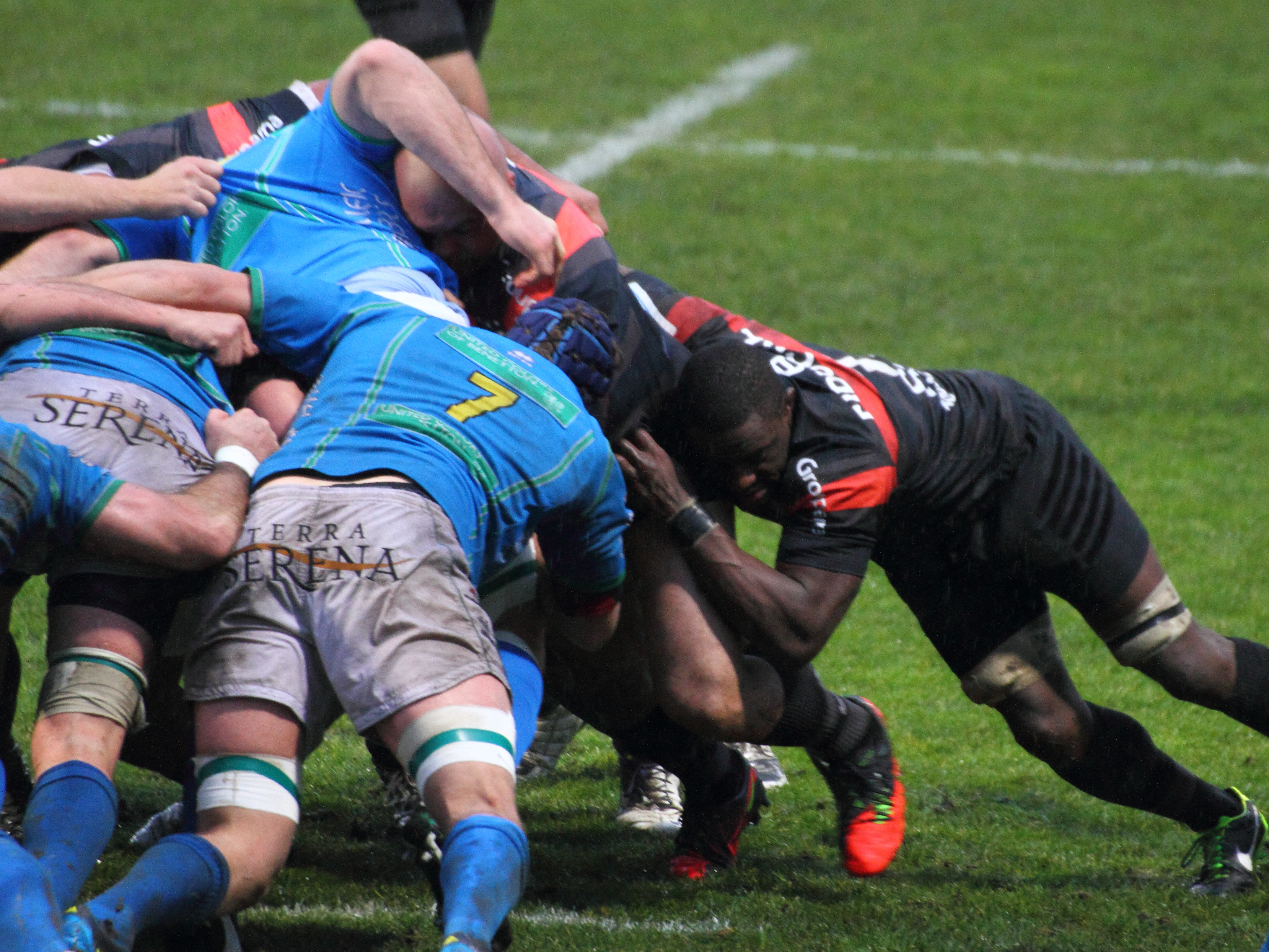
Les deux numéros 7 se font face lors de la poussée en mêlée.

### Dans le jeu ouvert
En phase défensive, la troisième ligne se coordonne pour former une zone défensive efficace. L'objectif de ces joueurs est d'intervenir au plus vite sur le porteur du ballon. Excellents plaqueurs, ils cherchent à plaquer ou contrer immédiatement le demi d'ouverture pour tuer l'attaque dès son lancement. Leurs qualités de plaquage alliées à leur mobilité et leur puissance sont utiles sur les phases de jeu ouvertes et visent à récupérer rapidement le ballon juste après le plaquage. Joueur athlétique et dynamique, il est sollicité dans le plaquage et dans la mêlée spontanée (le ruck) qui suit en tant que « gratteur », c'est-à-dire de joueur qui tente de récupérer le ballon des mains du joueur plaqué.
Offensivement, de manière générale, ce sont des joueurs polyvalents et particulièrement endurants amenés à intervenir sur quasiment toutes les phases de jeu. Leur principale mission n'est pas de courir avec le ballon en main, mais de soutenir le porteur du ballon lorsque celui-ci est plaqué. Leur soutien doit permettre à l'équipe de sécuriser le ballon, donc d'en conserver la possession. Lorsqu'ils portent le ballon, ils doivent faire jouer leur compromis entre vitesse et puissance, soit par un jeu de percussion sur la défense adverse, soit en tentant de prendre les défenseurs adverses de vitesse. Ils peuvent aussi opter tout simplement de passer le ballon vers les trois quarts, plus rapides et agiles qu'eux.
Dans tous les cas, leur importance est cruciale dans la conquête du ballon. Il leur revient de tenter de s'emparer du ballon des mains de l'adversaire ou bien de permettre à l'équipe de le conserver.

### En phase statique

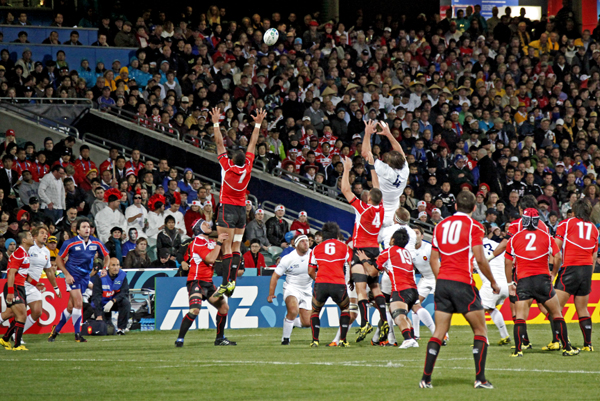
Les lignes aile peuvent être une option, en touche, pour le rôle de sauteurs, bien qu'on leur préfère souvent les joueurs de 2e ligne et les nos 8.

Les troisièmes lignes aile interviennent en mêlée et en touche.
En mêlée, ils poussent de chaque côté de la mêlée derrière l'un des deux piliers. Dans la mesure du possible, leur poussée doit être calibrée de façon que la mêlée reste stable ou avance, mais ne tourne pas sur elle-même, ce qui est une faute. Idéalement, il ne se lie que d'un bras, de façon à pouvoir réagir à toute éventualité. Lorsque l'introduction du ballon dans la mêlée est adverse, il doit être attentif à ce qu'un joueur adverse ne se détache pas de la mêlée avec le ballon pour passer de son côté de la mêlée. Il doit alors lui-même se détacher rapidement pour plaquer ce joueur. Il doit aussi être attentif aux pertes de balle adverses car il peut avoir à récupérer lui-même le ballon. Lorsque l'introduction est faite par sa propre équipe, le troisième ligne aile n'intervient pas sur le ballon directement (ce rôle est réservé au troisième ligne centre et au demi de mêlée). Son rôle se limite alors à soutenir au mieux l'attaque qui va suivre. Dans tous les cas, l'arbitre est attentif à ce que le troisième ligne aile demeure lié à la mêlée jusqu'à la sortie du ballon. S'il ne l'est pas, il est sanctionné d'une pénalité.
En touche, selon leur taille et leur habileté à attraper le ballon, les troisièmes lignes aile, plus légers que la première ligne, peuvent être assignés au rôle de sauteur, tout comme les joueurs de deuxième ligne et le troisième ligne centre. Ils peuvent aussi soutenir le sauteur, mais ne sont souvent employés ni dans un rôle ni dans l'autre, le fait de sauter ou de porter le sauteur les rendant, le temps du saut, indisponibles pour leurs tâches prioritaires : pousser en phase de ballon porté (ou maul) ou bien défendre sur le demi de mêlée adverse censé récupérer le ballon.

### Variations selon le numéro
Il existe cependant des différences dans le jeu entre les nos 6 et 7, en particulier dans le monde anglo-saxon où les troisièmes lignes aile sont appelées différemment selon le numéro : Blindside flanker (troisième ligne côté fermé ou petit côté) pour le 6 et Openside flanker (troisième ligne côté ouvert ou grand côté) pour le 7.
En mêlée, le numéro 6 opère préférablement du côté fermé, c'est-à-dire du côté le plus étroit entre la ligne de touche et la mêlée. Il est plus grand et puissant que son homologue côté ouvert qui a davantage un profil de coureur pour soutenir immédiatement les trois-quarts dans les phases offensives comme défensives. En attaque, il se positionnera souvent parmi la ligne arrière comme un troisième centre, capable de percuter la défense ou bien d'assurer la continuité de l'attaque vers les ailiers.
Le numéro 7 se place du côté ouvert de la mêlée. Il est souvent plus petit mais aussi plus rapide que le numéro 6, car il doit suivre le ballon et se tenir prêt à soutenir le porteur du ballon, mais aussi à défendre le cas échéant. S'il est capable de percuter la défense, on attend surtout d'un numéro 7 une bonne vision du jeu et du placement des autres joueurs. Il doit alors être capable de faire la bonne passe au bon moment pour créer des espaces pour le reste de la ligne d'attaque.

## Joueurs emblématiques
Voici une liste de joueurs ayant marqué leur poste, membres du temple de la renommée World Rugby ou élus meilleurs joueurs du monde World Rugby :
- Margaret Alphonsi
- Nathalie Amiel
- Schalk Burger
- Al Charron
- Marcel Communeau
- Pieter-Steph du Toit
- Thierry Dusautoir
- Josh van der Flier
- Michael Jones
- Ian Kirkpatrick
- Phaidra Knight
- Richie McCaw
- Graham Mourie
- Francois Pienaar
- Jean Prat
- Jean-Pierre Rives
- Fergus Slattery
- George Smith
- John Thornett